# 太保镇 (双鸭山市)
太保镇，是中华人民共和国黑龙江省双鸭山市四方台区下辖的一个乡镇级行政单位。

## 行政区划
太保镇下辖以下地区：
七一村、中华村、开原村、山河村、靠山村、红星村、长富村、东胜村、四合村、双丰村、建兴村、四新村、东岗村、永久村、九三村和五四村。